# Маркес, Хосе Игнасио де
Хосе Игнасио де Маркес-Баррето (исп. José Ignacio de Márquez Barreto; 7 сентября 1793 — 21 марта 1880) — южноамериканский политический деятель.
Хосе Игнасио Маркес родился в 1793 году в Рамирикуе; его родителями были Хосе Грегорио Маркес-Кастаньеда и Хуана Мария Баррето. В 1807 году он поступил в Колледж Св. Варфоломея в Санта-Фе-де-Богота, где изучал юриспруденцию, после его окончания стал адвокатом.
В 1821 году Маркес стал делегатом Конгресса в Кукуте и, несмотря на свой молодой возраст, был избран президентом Конгресса. В этом качестве он принимал президентскую клятву Симона Боливара при провозглашении того президентом Великой Колумбии.
В 1825 году Маркес стал главой Бояка, где сумел наладить экономику и занимался развитием школ. В 1830 году Боливар назначил его префектом провинции Кундинамарка, но вскоре Доминго Кайседо сделал его министром финансов находившейся в тяжёлом положении страны.
Вакуум власти привёл к развалу Великой Колумбии, и 15 ноября 1831 года была собрана Конституционная Ассамблея, чтобы создать новую Конституцию для территории, являвшейся Департаментом Кундинамарка в составе бывшей Великой Колумбии; Маркес был избран президентом Ассамблеи. 29 февраля 1832 года в соответствии с новой конституцией название страны было изменено на Республика Новая Гранада. На первых в истории новой страны выборах Маркес был избран вице-президентом.
В 1837 году, при поддержке умеренных либералов и бывших боливарианцев, Маркес был избран президентом страны. В 1839 году Конгресс издал закон о ликвидации мелких церковных владений в провинции Пасто, что привело там к народному восстанию. Конфликт, получивший название «война Высших» (исп. guerra de los Supremos), распространился на всю страну. Однако противники были разобщены, и правительству удалось выиграть эту войну.
После окончания президентского срока Маркес посвятил себя юриспруденции.
Похоронен на Центральном кладбище Боготы.